# El Anasser (Bordj Bou Arreridj)
Pour les articles homonymes, voir El Anasser.
El Anasser (en arabe : العناصر), anciennement Galbois lors de la colonisation, ou Ouled Cheniti, est une commune de la wilaya de Bordj Bou Arreridj en Algérie, située à 3 km au sud-est du chef-lieu de la wilaya de Bordj Bou Arréridj.
La commune d'El Anasser fait partie d'une région traditionnellement à vocation agricole, mais tend à devenir le pôle industriel et culturel de la région des Bibans.

## Géographie

### Localisation
La commune d'El Anasser se situe au sud-est du chef lieu de la wilaya. Elle est délimitée par les communes suivantes :
- au nord-est, par la commune de Sidi Embarek
- à l'est, par la commune de Ain Tassera
- au sud-est, par la commune de Belimour
- au sud-ouest, par la commune d'El Hamadia
- au nord-ouest, par la commune de Bordj Bou Arreridj

| Bordj Bou Arreridj             | Bordj Bou Arreridj. Sidi Embarek | Sidi Embarek |
| Bordj Bou Arreridj. El Hamadia | El Anasser                       | Aïn Tesra    |
| El Hamadia                     | El Hamadia. Belimour             | Belimour     |

## Histoire
Le village d'El Anasser, créé en 1875 en vue de relier le futur village de Bel Imour à Bordj Bou Arreridj, est en cours de peuplement à la fin de 1877. Il prend le nom de Galbois par décret du 24 avril 1889.